# Sistema aureo

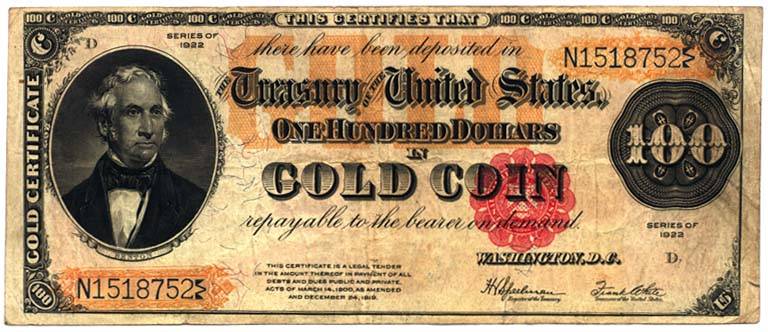
I certificati d'oro furono utilizzati come carta moneta negli Stati Uniti dal 1882 al 1933. Questi si potevano convertire in monete d'oro

Il sistema aureo è un sistema monetario nel quale la base monetaria è data da una quantità fissata d'oro. 

## Descrizione
Si possono distinguere tre casi:
- nel primo l'oro viene usato direttamente come moneta (circolazione aurea, esempio il sistema del dinaro d'oro);
- nel secondo viene usata cartamoneta totalmente convertibile in oro, dal momento che il valore in oro della moneta complessivamente emessa è pari alla quantità di oro conservata dalla banca centrale (circolazione cartacea convertibile totalmente in oro, esempio il sistema gold standard);
- infine, nel terzo caso, le banconote sono convertibili solo parzialmente, risultando il valore della quantità di banconote emessa un multiplo del valore dell'oro posseduto dallo Stato (circolazione cartacea convertibile parzialmente in oro).

Nel caso una moneta sia convertibile in un'altra moneta, a sua volta convertibile in oro, si parla di gold exchange standard.

### Vantaggi
La conseguenza di fissare il valore della moneta sulla quantità d'oro è la presenza di cambi fissi tra monete. Il cambio tra monete dipende dal rapporto tra le quantità d'oro sottostante ciascuna moneta. Se per esempio un'unità della moneta A vale 0,1 grammi d'oro e un'unità della moneta B vale 1 grammo d'oro, per acquistare un'unità di moneta B occorrono 10 unità di moneta A. Il valore della moneta B è quindi pari a 10 unità di moneta A.
Un altro automatismo introdotto da questo standard riguarda l'inflazione. In un paese che abbia determinate risorse d'oro, un'espansione economica si deve accompagnare a una proporzionale deflazione, con il rischio di recessione. Questo è avvenuto, in effetti, in Gran Bretagna nel XIX secolo, dove il prezzo delle merci espresso in oro si è dimezzato nell'arco di cento anni, anche se, invece che portare a un indebolimento del paese, questo è avvenuto quando questa nazione era indiscutibilmente la maggiore potenza mondiale.
Il principale vantaggio nell'adozione del sistema consiste nella stabilità dei cambi. Il valore delle monete non dipende dalla domanda e offerta delle stesse, ma dalla quantità di oro sottostante. Quindi, salvo procedere a una svalutazione della moneta, generalmente sgradita a chi ha applicato il sistema aureo, in regime di sistema aureo le economie hanno potuto godere del vantaggio di cambi fissi, scelta questa che hanno fatto propria i paesi aderenti all'accordo di Bretton Woods e, dopo il superamento degli stessi, che è riapparsa in Europa con l'introduzione del sistema monetario europeo e soprattutto dell'Euro.

### Svantaggi
Al vantaggio di disporre di cambi fissi, si contrappone l'importante problema di gestire i deficit commerciali, che si verificano quando un paese acquista da un altro beni e servizi in valore superiore al valore delle vendite.
Sono possibili due soluzioni:
- La prima prevede il regolamento del deficit in oro. Il paese dal quale l'oro fuoriesce deve ridurre proporzionalmente la quantità di moneta, con conseguenti effetti deflattivi (diminuzione dei prezzi e dei salari). Ne deriva una contrazione della domanda di beni e servizi e quindi delle importazioni, nonché un aumento delle esportazioni stimolate dal calo dei costi di produzione e quindi dei prezzi. Al contrario il paese che riceve in pagamento l'oro aumenterà la quantità di moneta, con effetti espansivi e inflazionistici. La maggiore domanda provocherà maggiori importazioni e l'aumento dei prezzi ridurrà le esportazioni.

Le conseguenze deflattive su prezzi e salari rendono impopolare, in un regime democratico, questa soluzione, i cui effetti negativi in caso di deficit commerciale sono particolarmente gravosi per i ceti deboli della popolazione, che subiscono il calo dei salari e l'aumento dei prezzi dei beni importati.
- La seconda prevede invece che i deficit commerciali vengano compensati con flussi di capitali provenienti dai paesi in surplus, si spiega così l'adozione, con gli accordi di Bretton Woods del 1944, di questa soluzione.

Un altro svantaggio del sistema consiste nel costo di emissione della moneta. In un'economia occorre far crescere, parallelamente alla crescita dell'economia, la quantità di moneta che in essa circola. Poiché la base monetaria è formata da oro, emettere nuova moneta significa dedicare una parte della ricchezza prodotta per acquistare l'oro. Nel caso in cui tale acquisto di oro con risorse pubbliche non avvenisse, l'offerta di moneta sarebbe insufficiente a soddisfare le esigenze del mercato creditizio. I tassi di interesse salirebbero, con effetto depressivo su consumi e investimenti. L'adozione dell'oro come base monetaria ha quindi elevati costi per la collettività, che ne rendono poco accettabile l'applicazione.
Un altro svantaggio, correlato al precedente, consiste nelle possibili variazioni dell'offerta di moneta dipendenti non da scelte di chi emette moneta, ma dalla produzione di oro. La scoperta di nuove miniere ha significato aumenti improvvisi, spesso con effetti inflativi, della quantità di moneta in circolazione in una data economia. Al contrario quando non venivano scoperte nuove miniere o quando per i più diversi motivi l'oro non poteva giungere nei paesi che lo richiedevano, l'offerta di moneta non poteva aumentare adattandosi alle esigenze dell'economia reale, con effetti deflattivi.
Nella teoria economica, il sistema aureo fornisce un meccanismo automatico per controllare il disavanzo della bilancia degli scambi internazionali. Infatti, un paese che è in deficit impoverisce le proprie riserve d'oro, dovendo ridurre la circolazione di denaro e, quindi, la domanda e il livello dei prezzi; ovviamente, una riduzione dei prezzi è la premessa per una ripresa delle esportazioni.

## Storia

### Il sistema gold standard
Il primo Stato ad adottare questo sistema monetario fu il Regno Unito. A partire dal 1815 conservò uno standard bimetallico (oro e argento), ma l'oro in realtà era sopravvalutato dalla Zecca, pertanto le monete d'oro, le famose "ghinee" che portavano il nome della regione africana (Guinea) da cui proveniva il metallo, rimpiazzarono largamente quelle d'argento nell'uso. Durante le guerre napoleoniche, la Banca d'Inghilterra, con l'autorizzazione del governo, sospese il pagamento, cioè si rifiutò di pagare oro e argento in cambio delle proprie banconote. Il Paese non aveva più alcuno standard monetario, aveva una cartamoneta inconvertibile, ovvero un corso forzoso.
Dopo le guerre il governo decise di ritornare a uno standard metallico, ma scelse l'oro, lo standard de facto del Settecento, invece dell'argento, nonostante la moneta fosse ancora chiamata sterlina (da pound of sterling silver). L'unità di conto fu la sovrana o sterlina d'oro, definita come 113,0016 grani (7,32 grammi) di oro fino (puro).
Secondo le disposizioni della legge parlamentare istitutrice di questo gold standard, dovevano essere osservate tre condizioni:
- La Zecca reale era obbligata a comprare e a vendere quantità illimitate di oro a prezzo fisso;
- La Banca d'Inghilterra, e per estensione tutte le altre banche, era tenuta a convertire a richiesta le sue passività monetarie (banconote, depositi) in oro;
- Nessuna restrizione poteva essere imposta sull'importazione o sull'esportazione di oro.

Ciò significava che l'oro serviva da base ultima o riserva dell'intera provvista monetaria della nazione. Le quantità di oro che la Banca d'Inghilterra custodiva nei suoi forzieri determinava la quantità di credito che essa poteva accordare sotto forma di banconote e depositi.
Di conseguenza il movimento di entrata e uscita dell'oro del paese, in funzione della bilancia dei pagamenti, determinava fluttuazioni nella riserva totale di moneta, che a sua volta causava delle oscillazioni nella dinamica dei prezzi. Quando i flussi aurei internazionali erano limitati o quando i flussi di entrata pareggiavano quelli in uscita, come avveniva di solito, i prezzi tendevano a mantenersi stabili. Ma ingenti afflussi di oro, come quelli che si verificarono dopo le scoperte di giacimenti auriferi in California e in Australia nel 1849-51, potevano causare inflazione, mentre improvvisi prelevamenti, quali occorsero periodicamente nel XIX secolo, causavano panici monetari.
Per i primi tre quarti del XIX secolo la maggior parte degli altri paesi adottò uno standard argenteo o bimetallico. Alcuni paesi non ebbero alcuno standard metallico, tuttavia a causa della posizione di preminenza della Gran Bretagna nel commercio mondiale, quasi tutti i paesi furono coinvolti dalle sue fluttuazioni economiche.
La prima nazione dopo la Gran Bretagna ad adottare ufficialmente il gold standard fu il nuovo Impero tedesco. Approfittando della vittoria sulla Francia nella guerra franco-prussiana, Bismarck, il cancelliere tedesco, estorse alla nazione sconfitta un'indennità di 5 miliardi di franchi, una somma che non aveva precedenti nella storia. Sulla base di questa fortuna inaspettata il governo adottò una nuova unità di conto, il marco aureo, e istituì la Reichsbank come banca centrale e unica agenzia di emissione. Dato che il peso della Germania nel commercio internazionale era in crescita, altri paesi aderirono al movimento verso il gold standard.
Negli Stati Uniti, invece, prima della guerra civile vigeva tecnicamente uno standard bimetallico. Durante la guerra sia il Nord sia il Sud emisero moneta inconvertibile. Le emissioni della Confederazione, naturalmente, persero in seguito ogni valore, ma i greenbacks del Nord continuarono a circolare anche se sotto la pari rispetto all'oro. Il Gold standard fu legalmente adottato dal Congresso non prima del 1900.
Dopo la crisi del bimetallismo nel 1871, il sistema aureo venne progressivamente adottato nell'ultimo quarto del secolo da Germania (1871), Belgio (1873), Svizzera (1873), Scandinavia (1874), Danimarca (1875), Norvegia (1875), Svezia (1875), Paesi Bassi (1875), Francia (1876), Spagna (1876), Austria (1879), Italia (1883), Russia (1893), Giappone (1897), India (1898) e USA (1900). Se nel 1868 gli unici paesi ad avere il gold standard erano il Regno Unito e i suoi dominion e colonie come il Canada e l'Australia (a essi vanno aggiunti i paesi sotto la forte influenza inglese, come il Regno di Portogallo, l'Impero del Brasile, il chedivato d'Egitto e il Cile), i soli paesi a rimanerne ancora fuori nell'ultimo quarto del secolo furono la Cina, El Salvador, la Persia, Honduras e Guatemala.

### Le principali monete nel gold standard (1900-1914)
- Il valore del dollaro USA era fissato in 20,67$ per un'oncia troy (31,1034768 grammi). Il valore di 1 dollaro equivaleva a 1,50476 grammi d'oro; 1 kg d'oro era pari a 664,556 dollari.
- Il valore della sterlina britannica era pari a 113 grains d'oro. 1 grain equivale a 1/480 di oncia troy. Il conseguente valore di una sterlina era di 7,322277 grammi d'oro; 1 kg d'oro era pari a 136,5695 sterline.
- Il valore del franco francese, del franco svizzero, della lira italiana e del franco belga era stato fissato in 0,290322581 grammi d'oro. 1 kg d'oro era pari a 3 444,444 franchi o lire.
- Il valore del marco tedesco era di 2 790 marchi per 1 kg d'oro. 1 marco valeva 0,358423 grammi d'oro.
- 1 kg d'oro = 664,556 dollari = 136,5695 sterline = 3 444,444 franchi o lire = 2 790 marchi.
- Rapporti di conversione fra le valute in base al gold standard: 1 sterlina = 4,866 dollari = 20,43 marchi = 25,22 franchi o lire --- 1 dollaro = 5,183 franchi o lire = 4,198 marchi = 0,2055 sterline --- 1 marco = 1,2345 franchi o lire.

### Il gold standard
Nel 1914, con l'inizio della prima guerra mondiale, la piena convertibilità del denaro in oro venne abbandonata, con l'eccezione degli Stati Uniti, rimanendo, invece, coperta solo una frazione del circolante. La riduzione della riserva aurea al di sotto del limite legale consentì infatti un incremento della base monetaria per finanziare la spesa militare.
La spesa bellica fu finanziata senza un aggravio del prelievo fiscale, ma applicando dazi, abbandonando così la politica liberoscambista, e tramite un incremento dell'emissione di moneta e titoli di Stato, si verificarono fenomeni di iperinflazione e un aumento del debito pubblico. La crescita interna era sostenuta da un circuito finanziario Stato-industria militare, con la mediazione delle banche: la banca centrale aumentava l'offerta di moneta allo Stato contro l'emissione di titoli di debito, acquistati poi dalle banche. Lo Stato trasferiva gran parte della nuova moneta all'industria militare, della quale era il principale cliente, e l'industria militare reinvestiva consistenti profitti nell'acquisto di titoli di debito pubblico dalle banche nazionali, chiudendo il circuito vizioso.
Nel 1924 la convertibilità fu ristabilita in Germania grazie al Piano Dawes e nel 1925 in Gran Bretagna, ma con la depressione del 1929, in seguito a una politica tariffaria restrittiva e alla caduta degli scambi internazionali, a partire dal 1931 i Paesi decisero di sospendere il Gold standard.

### Il sistema di gold exchange standard
Il gold standard fu sostituito con il gold exchange standard dagli accordi di Bretton Woods del 1944, i quali durarono fino al 15 agosto 1971 con lo Smithsonian Agreement, quando gli USA abolirono la convertibilità del dollaro in oro, decretando di fatto la morte del sistema aureo e la nascita del sistema fluttuante dei cambi flessibili creato dagli stessi USA.